# Битва за Джебель-Хамрин
Битва за Джебель-Хамрин (14—17 марта 1917 года) — сражение между Британской и Османской империями, одна из битв Месопотамской кампании во время Первой мировой войны.

## Предыстория

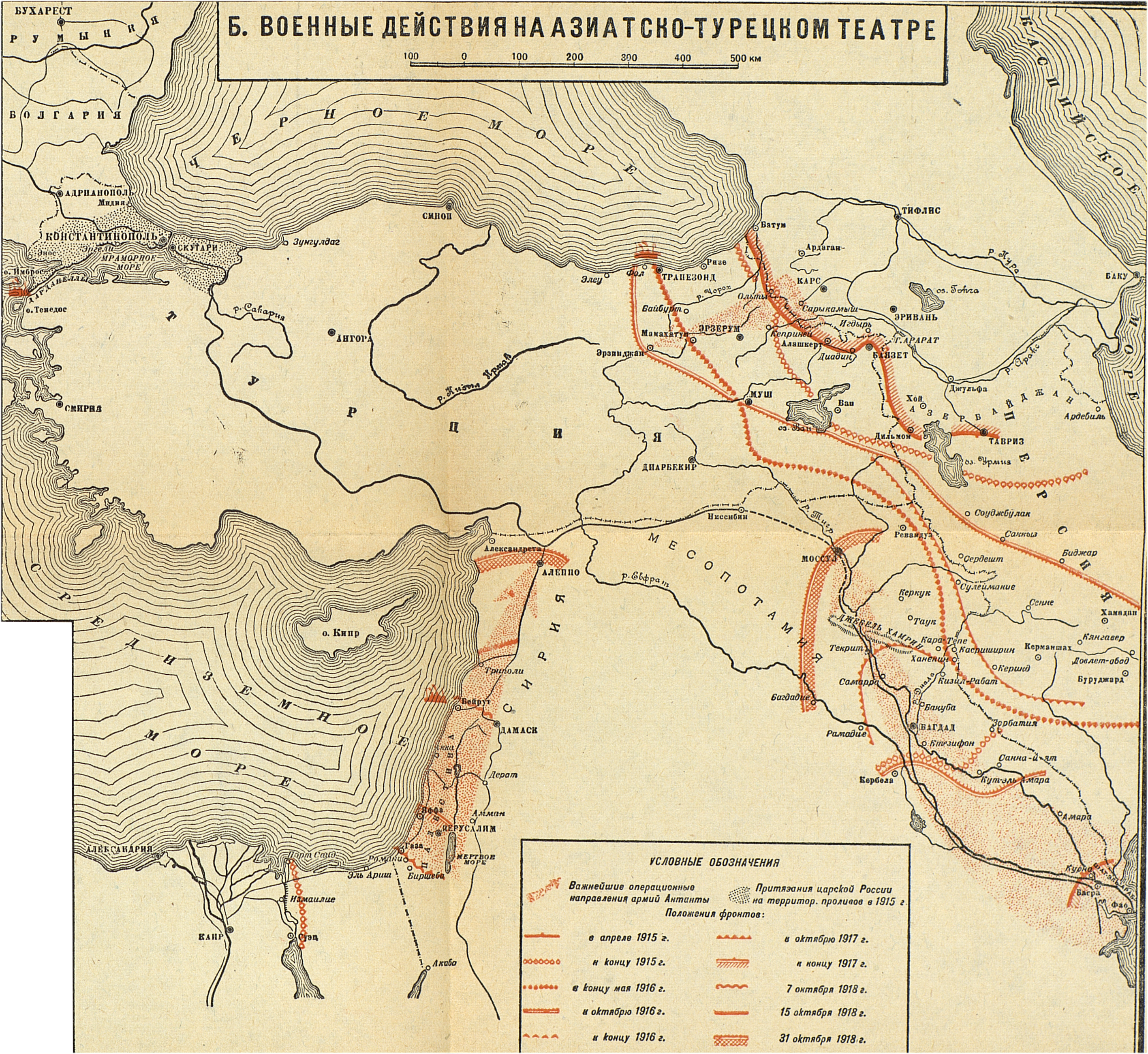
Военные действия на азиатско-турецком театре 1914—1918 гг.

Британские войска стремились всячески не допустить соединения войск Али бея Ишана и Халиля Кут, который отступал от Багдада. Британская разведка донесла, что османские войска соединятся в Баакубе, где находился турецкий гарнизон. 

## Ход сражения
14 марта британские войска начали наступление на Баакубу, но 17 марта гарнизон Баакубы начал отступать на север для соединения с армией Али бея Ишана. Генерал-лейтенант Генри Кери намеревался уничтожить весь гарнизон османских войск у горы Джебель-Хамрин, двигая своё войско на север за отступающими османскими  войсками. К этому моменту солдаты Ишана окопались на горной возвышенности.
25 марта британцы атаковали хорошо укрепленные турецкие позиции. Вскоре войска Али бея Ишана отступили на юго-запад к Тигру. Кери двигался дальше, чтобы встретиться с союзными русскими войсками, но подоспев к ним, он узнал, что они не желают воевать и поэтому развернул свои войска к городу Самарре.